# Regionaler Naturpark Lothringen

Logo des Naturparks

Der Regionale Naturpark Lothringen (französisch Parc naturel régional de Lorraine) liegt in der französischen Region Grand Est und erstreckt sich über die Départements Meuse, Meurthe-et-Moselle und Moselle. Der Name bezieht sich auf die Landschaft Lothringen, die bis 2015 eine eigene Region als Verwaltungseinheit gebildet hat.
Er besteht aus zwei voneinander getrennten Gebieten. Der westliche Abschnitt wird begrenzt von den Flüssen Maas und Mosel und reicht im Süden etwa bis zur geographischen Breite von Nancy, im Norden bis zu jener von Metz. Der östliche Abschnitt, genannt „Pays des Étangs“, umfasst das Gebiet zwischen Seille und Saar westlich von Sarrebourg.

## Parkverwaltung
Die Parkverwaltung hat ihren Sitz in Pont-à-Mousson (48° 54′ 28″ N, 6° 3′ 21″ O).
Der Naturpark wurde 1974 gegründet, umfasst eine Fläche von rund 220.000 Hektar und ein Einzugsgebiet von etwa 72.000 Einwohnern, das sich über 193 Gemeinden erstreckt. Acht Zugangsorte sind mit dem Park assoziiert, die außerhalb des Parks liegen:
| West-Abschnitt: - Commercy - Jarny - Pont-à-Mousson - Saint-Mihiel - Toul | Ost-Abschnitt: - Château-Salins - Dieuze - Sarrebourg |

## Landschaften
Im westlichen Abschnitt ist der Höhenzug Côtes de Meuse, der sich östlich der Maas entlangzieht, von dichten Wäldern bewachsen, während der Höhenzug zum Tal der Mosel (Côtes de Moselle) eher agrarisch, vor allem für Weinbau genutzt wird. Dazwischen liegen die markanten Ebenen von Woëvre und Haye, die besonders von ihrem kalkhaltigen Untergrund geprägt sind. Hier sind rund um den Lac de Madine auch einige Feuchtgebiete eingelagert.
Im östlichen Abschnitt dominiert das Seengebiet Pays des Étangs mit den großen Seen Étang de Lindre, Grand Étang de Mittersheim und Étang de Gondrexange, der auch vom Schifffahrtskanal Canal de la Marne au Rhin und dem Saarkanal, der im See abzweigt, durchflossen wird. Weiter westlich liegt die Landschaft Salzgau, die – ihrem Namen entsprechend – durch den ehemaligen Salzabbau geprägt ist.

## Lebensräume
Der Park beinhaltet eine große Anzahl von Feuchtgebieten mit reichlich Fließgewässern, aber auch stehenden Gewässern wie Seen, Teiche und Sümpfe. Bemerkenswert ist das Vorkommen von salzhaltigen Tümpeln. Hier gedeiht eine endemische Form des Europäischen Quellers (Salicorne de Lorraine). Aber auch Moorpflanzen, Schilf und Feuchtwiesen geben einer vielfältigen Fauna einen idealen Lebensraum.
34 % des Territoriums sind von Wald bedeckt, wobei Buchen- und Eichenwälder dominieren.
Die größeren Ebenen sind mit Kalktrockenrasen bewachsen und bieten besonders Wärme suchenden Pflanzen wie Orchideen und Enziangewächsen sowie Insekten wie der Gottesanbeterin, der Berg-Zikade und Reptilien wie Schlangen und Eidechsen günstige Lebensbedingungen.
Ehemalige militärische Anlagen und Höhlen ermöglichen auch zahlreichen Arten von Fledermäusen hier verschiedene Lebenszyklen zu verbringen.

## Sehenswürdigkeiten

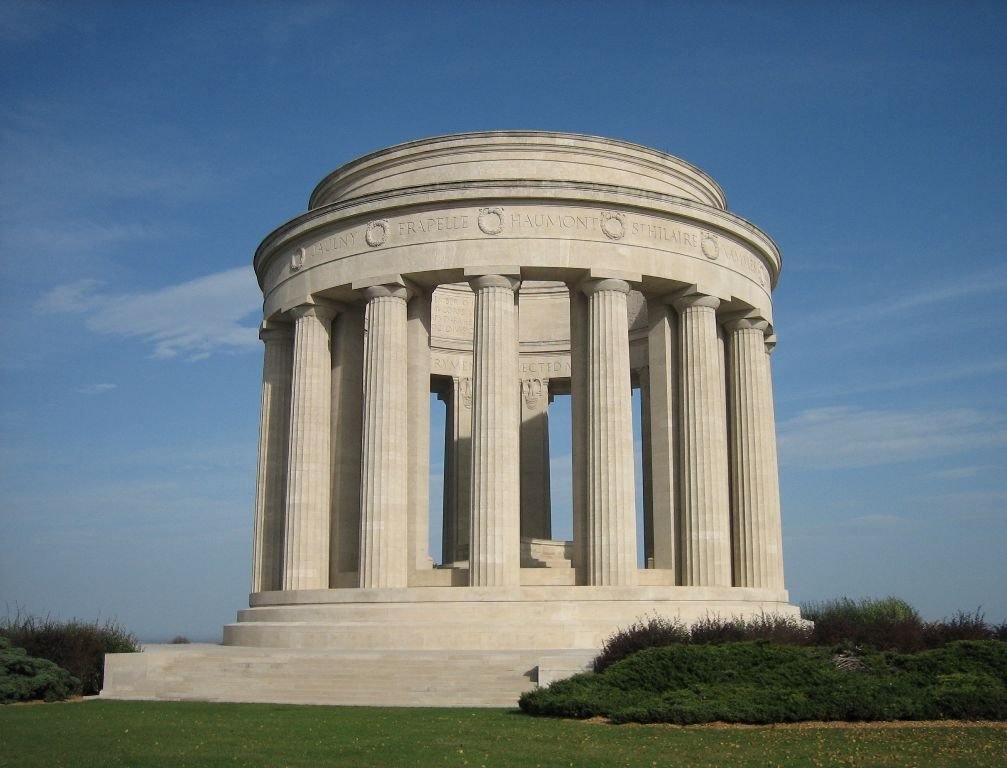
Monument von Montsec

- Hügel von Montsec

Der Hügel von Montsec (fr: Butte de Montsec) befindet sich auf dem Territorium der gleichnamigen Gemeinde Montsec, die jedoch formal gesehen – als Exklave – nicht zum Bereich des Naturparks zählt. Auf der Spitze des Hügels, in einer Höhe von 377 Metern, befindet sich ein Monument zum Gedenken an die Offensiven der amerikanischen Armee gegen Saint-Mihiel im Ersten Weltkrieg. Das Denkmal ist als Monument historique klassifiziert.
- Burg von Pierrefort

Die Burg von Pierrefort (fr: Château fort de Pierrefort) wurde von Pierre de Bar 1306 erbaut. Sie liegt heute im Gemeindegebiet von Martincourt und zeigt Einfriedungsreste, einen gedeckten Wehrgang, Portalvorbauten und runde Türme.
- Aquädukt über die Mosel

Das Aquädukt, das vormals Gorze mit Metz zur Wasserversorgung verbunden hat, ist ein römisches Aquädukt, erbaut gegen Anfang des zweiten Jahrhunderts. Es ist als Monument historique klassifiziert.

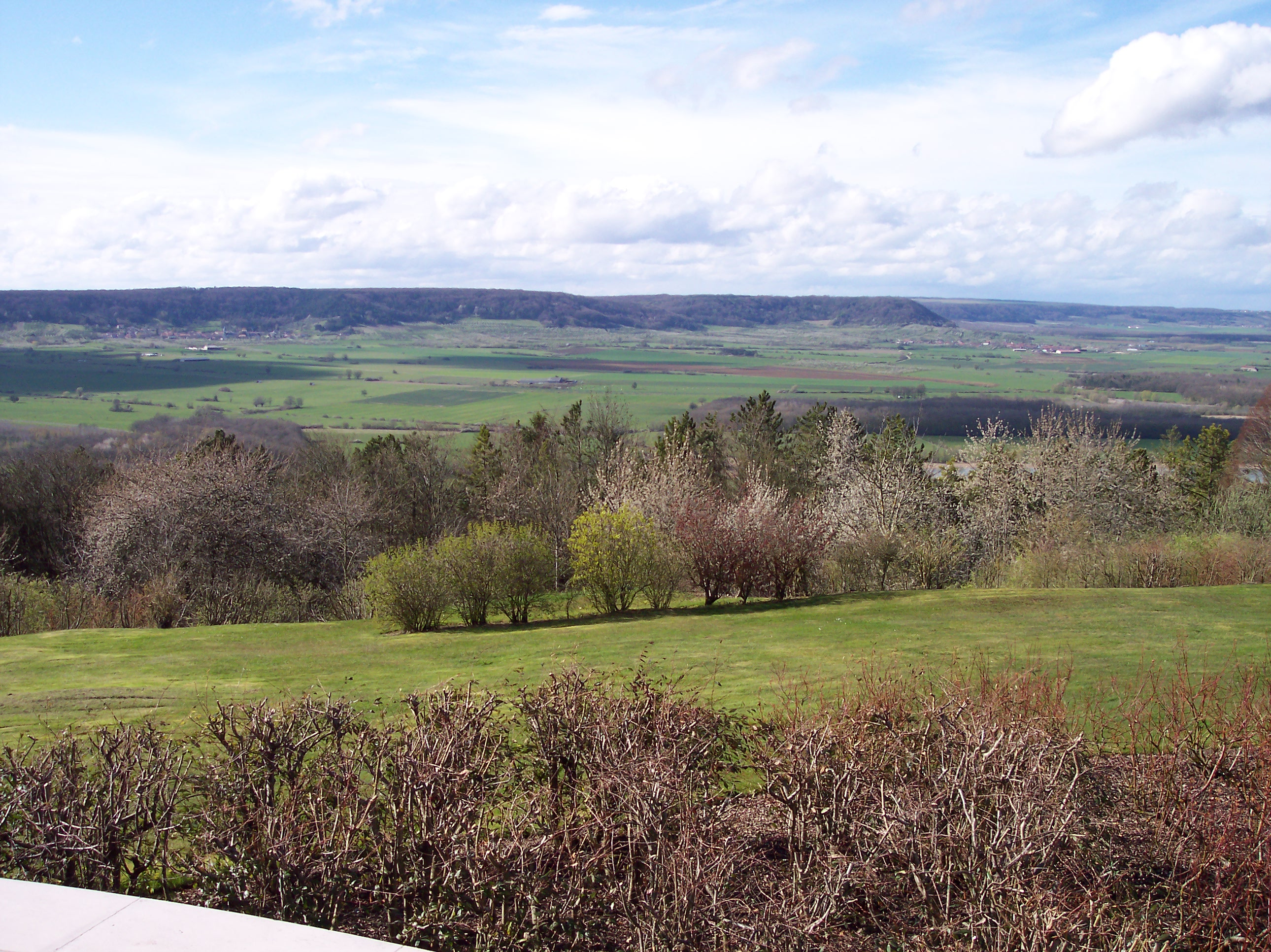
Blick vom Hügel von Montsec auf die Côtes de Meuse
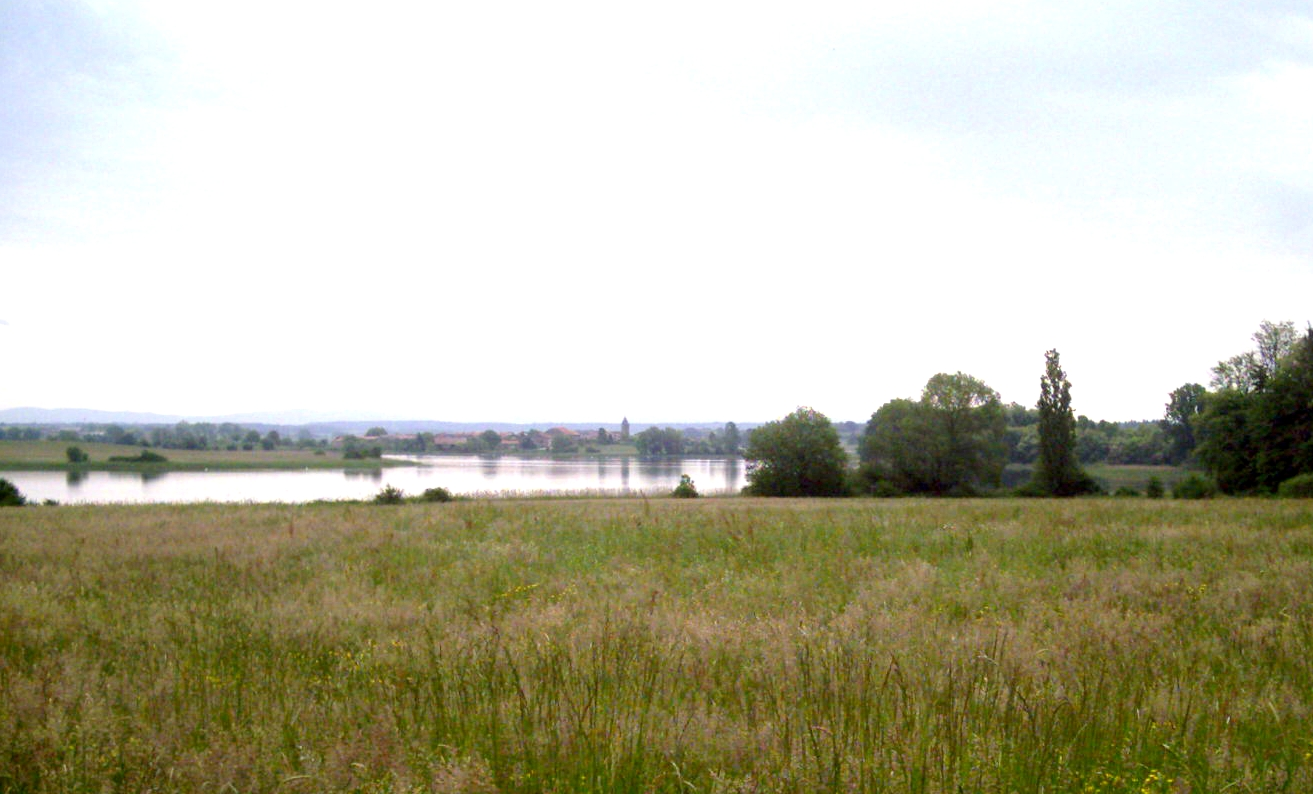
Der Étang de Lindre
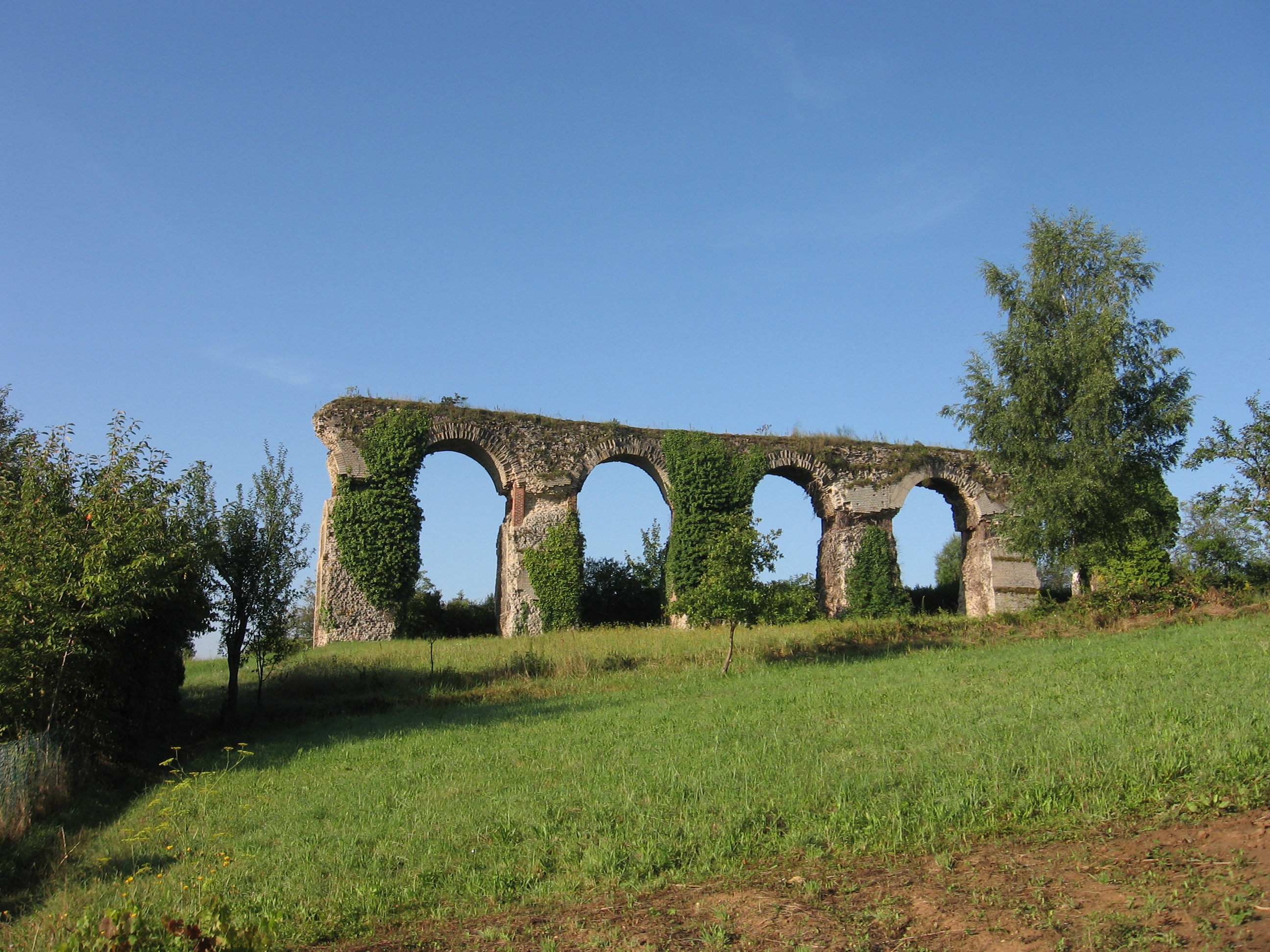
Das römische Aquädukt...
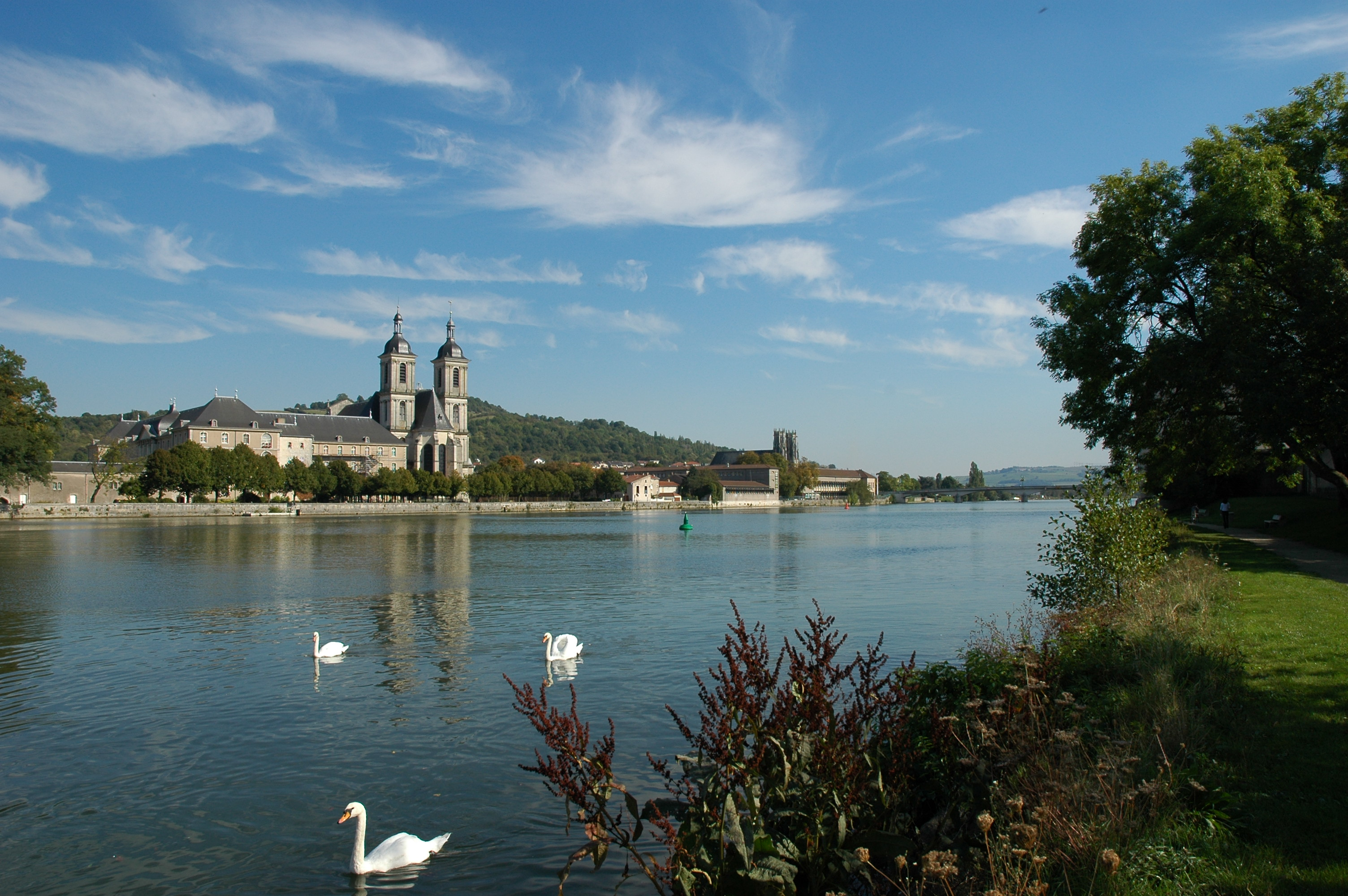
Die Mosel bei Pont-à-Mousson